# 亚历山德鲁·伯尔勒迪亚努
亚历山德鲁·伯尔勒迪亚努（羅馬尼亞語：Alexandru Bârlădeanu；1911年1月25日—1997年11月13日），罗马尼亚工人党中央政治执行委员会委员、常设主席团委员，罗马尼亚部长会议第一副主席。

## 生平
1911年，出生于比萨拉比亚科姆拉茨的教师家庭。1921年，在克乌谢尼读小学。1921年，在宾杰里读中学。1926年，在雅西读高中。1928年，担任代课老师、实习教师。1933年，在雅西大学法学院学习政治经济学。
1935年，秘密入党。1937年，任雅西大学经济学教授。1940年，加入苏联国籍并为苏共党员，任基希讷乌科学研究院研究员。1941年，迁居苏联。1943年，在莫斯科广播电台罗马尼亚语编辑部工作。1944年，任反法西斯学校罗马尼亚战俘部的教师。1946年，任罗马尼亚政府委员会经济专家，参与组织和制定1947年货币改革。
1947年，任罗马尼亚政府工业和商业部秘书长。1948年，任工业和商业部副部长、对外贸易部部长。1954年，任国家计划委员会第一副主席。1955年，任部长会议副主席兼国家计划委员会主席1962年，为中央政治局候补委员。1964年，参与制定罗马尼亚中立的外交政策。 1965年，为罗共中央政治执行委员会委员、常设主席团委员、部长会议第一副主席。1967年，任全国科学研究委员会主席，与齐奥塞斯库在经济建设上产生分歧。1968年，解除一切领导职务。1969年，被迫退休。
1989年，与五位罗共元老联名上书罗共中央，批评现行政策，随即被软禁。12月，羅馬尼亞革命，出任罗马尼亚救国阵线委员会委员。1990年，任罗马尼亚救国阵线党名誉主席、罗马尼亚第一届议会参议员、罗马尼亚议会参议院议长、罗马尼亚制宪会议联合主席。、罗马尼亚科学院副院长。1991年，由于国内两派针对改革的方向进行了激烈的辩论和争吵，退出罗马尼亚救国阵线，1993年，退休。1997年，病逝，终年86岁。